# El café de los ciegos
El café de los ciegos es el segundo álbum de estudio, y el primero tras el regreso del grupo pionero del rock argentino La Cofradía de la Flor Solar, editado en 1997 por Suena.
El disco fue producido por Rocambole Cohen, quien también creó la tapa.

## Lista de canciones
1. Querido enemigo
2. Suerte de perra
3. Corazón dividido
4. El último beso
5. Imperialismo espacial
6. Quiero más
7. Ratón kaput
8. Vampiros del corazón
9. Rock de la plaza (Tonada popular cofrádica)

## Músicos
- Morcy Requena (guitarra y voz)
- Sebastián Rivas (guitarra)
- Ariel Farías (bajo)
- Gustavo Melli (batería)
- Kubero Díaz (guitarra)